# Eric Flaim
Eric Joseph Flaim (Pembroke, 9 de marzo de 1967) es un deportista estadounidense que compitió en patinaje de velocidad sobre hielo, en las modalidades de pista larga y pista corta.
Participó en cuatro Juegos Olímpicos de Invierno, entre los años 1988 y 1998, obteniendo una medalla de plata en Calgary 1988, en la prueba de 1500 m (pista larga) y una medalla de plata en Lillehammer 1994 en el relevo 5000 m (pista corta).
Ganó una medalla de oro en el Campeonato Mundial de Patinaje de Velocidad sobre Hielo de 1988 y una medalla de bronce en el Campeonato Mundial de Patinaje de Velocidad sobre Hielo en Distancia Corta de 1988.

## Palmarés internacional
| Juegos Olímpicos                      | Juegos Olímpicos            | Juegos Olímpicos  | Juegos Olímpicos      |
| Año                                   | Lugar                       | Medalla           | Prueba                |
| ------------------------------------- | --------------------------- | ----------------- | --------------------- |
| 1988                                  | Calgary (Canadá)            | Medalla de plata  | 1500 m                |
| Campeonato Mundial                    |                             |                   |                       |
| Año                                   | Lugar                       | Medalla           | Prueba                |
| 1988                                  | Almá-Atá (URSS)             | Medalla de oro    | Clasificación general |
| Campeonato Mundial en Distancia Corta |                             |                   |                       |
| Año                                   | Lugar                       | Medalla           | Prueba                |
| 1988                                  | West Allis (Estados Unidos) | Medalla de bronce | Clasificación general |

| Juegos Olímpicos | Juegos Olímpicos      | Juegos Olímpicos | Juegos Olímpicos |
| Año              | Lugar                 | Medalla          | Prueba           |
| ---------------- | --------------------- | ---------------- | ---------------- |
| 1994             | Lillehammer (Noruega) | Medalla de plata | Relevo 5000 m    |